# Legião do Mérito
A Legião do Mérito (em inglês: Legion of Merit) é uma condecoração militar dada pelas Forças Armadas dos Estados Unidos por conduta excepcionalmente meritória na execução de serviços extraordinários e realizações. Essa condecoração é dada tanto para militares americanos e também para militares e policiais estrangeiros. A Legion of Merit é uma das duas condecorações militares americanas que se coloca no pescoço (a outra é a Medalha de Honra).